# Gábor Grebenár
Gábor Grebenár [ˈɡaːbor ˈɡrɛbɛnaːr] (* 17. August 1984 in Celldömölk) ist ein ungarischer Handballspieler.
Der 1,95 Meter große und 102 Kilogramm schwere linke Rückraumspieler spielte zwischen 2002/03 und 2008/09 für Dunaferr SE, mit den Ungarn spielte er in den Spielzeiten 2002/03 bis 2007/08 im EHF-Pokal und 2008/09 im Europapokal der Pokalsieger. Im Sommer 2009 wechselte Grebenár zu BM Aragón in die Liga ASOBAL. Mit den Spaniern nahm er 2009/10 ebenfalls am EHF-Cup teil. Später wechselte der Rechtshänder wieder zurück in seine Heimat zu Csurgói KK. 2013/14 folgte erneut eine Teilnahme am EHF-Cup. 2014/15 lief er für US Ivry HB in Frankreich auf. Zu Beginn der Saison 2015/16 wechselte Grebenár zur HSG Raiffeisen Bärnbach/Köflach in die Handball Liga Austria. Seit der Saison 2017/18 läuft der Rückraumspieler für Ferencváros Budapest auf. 2018/19 wurde Grebenár an PLER Budapest verliehen. Aktuell läuft der Rückraumspieler immer noch für PLER Budapest auf.
Gábor Grebenár warf in 43 Länderspielen für die ungarische Nationalmannschaft 48 Tore; er stand im Aufgebot Ungarns für die Handball-Europameisterschaft 2010.